# La llengua de les papallones
La llengua de les papallones (títol original en castellà: La lengua de las mariposas) és una pel·lícula espanyola de 1999 dirigida per José Luis Cuerda basada principalment en el relat homònim de Manuel Rivas, del volum Que me queres, amor? (en gallec). S'ha doblat al català per TV3 a partir d'una traducció d'Oriol Gil i l'ajustament de Francesc Rocamora.
La pel·lícula es basa en tres relats del llibre ¿Que me queres, amor? (1996) de Manuel Rivas. Els tres relats són "A Lingua das Bolboretas", "Un saxo na néboa" i "Carmiña". El que serveix com a base de tota la pel·lícula és "A Lingua das Bolboretas" dins del qual s'insereixen els altres dos relats, el nexe d'unió dels quals serà Moncho, protagonista de La llengua de les papallones.

## Resum del relat
El conte de La llengua de les papallones de Manuel Rivas tracta sobre la relació d'un nen i el seu mestre durant els mesos previs a la revolta militar contra la Segona República que van donar principi a la guerra civil espanyola. S'obre amb la presentació del nen protagonista del conte, Moncho (Manuel Lozano), qui té por d'anar a escola, ja que l'havien espantat en dir-li que els mestres pegaven als estudiants. Moncho no vol anar a la classe perquè tem que el mestre el pegui, com era costum en l'educació repressiva de l'època. Però el seu mestre no és així. Don Gregorio utilitza el mètode d'observació com a ensenyament. Durant aquests successos, està ocorrent la guerra a Madrid, i en el conte, relaten sobre les bases polítiques del poble.
Don Gregorio li ensenya moltes coses a Moncho, principalment sobre la llibertat. Quan els nacionals revoltats el juliol de 1936 s'apoderen del govern civil i militar provincial, s'emporten diversos republicans en un camió, entre els quals es troba en particular Don Gregorio. Els pares de Moncho, especialment la seva mare, exhortava al seu fill que cridés als republicans, mostrant la seva “postura” política. Van començar cridant «Rojos!, Assassins!, Anarquista!», però al final, Moncho marxa corrent darrere del camió, tirant pedres i cridant-li a Don Gregorio: “Tilonorrinco! Espiritrompa!”, dues coses que Moncho va aprendre amb el seu mestre.

## Marc polític de fons en el qual succeeixen els fets relatats
Els fets relatats en el conte “A Lingua das Bolboretas” reflecteixen una realitat viscuda a Galícia durant les setmanes posteriors a la revolta militar del 18 de juliol de 1936, en la qual els militars nacionalistes van aconseguir controlar el govern civil i militar de les capitals de província gallegues. A partir d'aquest moment i durant moltes setmanes, grups de falangistes i guàrdies civils van recórrer tot el territori gallec capturant milers de persones que complissin una o diverses de les següents característiques: ser militants de partits o sindicats d'esquerra, ser defensors de la llengua gallega o polítics galleguistes, o ser mestres i haver exercit la professió amb un enfocament didàctic, modern o laic, d'acord amb les idees de la Institució Lliure d'Ensenyament i el Museu Pedagògic Nacional. La major part dels cossos d'aquestes persones assassinades, enterrats en cunetes i fosses comunes, està encara sense exhumar.
L'esdevingut més tard, quan la revolta va degenerar en una guerra oberta entre l'exèrcit republicà i el nacional, es van succeir innombrables actes de barbàrie comesos pels dos bàndols, ocultant per a la història l'horror d'aquestes matances succeïdes a Galícia immediatament després de la revolta, però abans de la guerra generalitzada.
Un altre factor que ha servit per a ocultar o justificar aquests horrors comesos a Galícia va ser l'ús dels mateixos arguments que els vencedors de la guerra civil han esgrimit per a justificar altres barbàries similars: que es tractava de la reacció a una situació prèvia de desordre social en la qual grups incontrolats d'esquerrans assassinaven a religiosos i a persones de dretes.
Els fets que Manuel Rivas relata de forma personalitzada en la relació d'un mestre i el seu alumne, portats al cinema per José Luis Cuerda, són els següents: sense una situació prèvia de desordre social ni haver-hi encara una situació de guerra civil declarada (la guerra entre exèrcits no va començar immediatament després de la revolta), determinats grups de falangistes i guàrdies civils revoltats van cometre a Galícia milers d'assassinats de persones pel mer fet de tenir ideologia d'esquerres, galleguista, o per ser mestres renovadors i laics.

## Argument de la pel·lícula
Narra la quotidianitat en la Galícia rural de 1936. Moncho s'incorpora a l'escola "Rosalía de Castro" amb cert temor, però don Gregorio no és un mestre sever, sinó preocupat perquè els seus alumnes adquireixin coneixements i valors. Simpatitzant de la Segona República Espanyola, l'alçament militar del 18 de juliol altera la vida al poble, que transcorrerà marcada per l'inici de la Guerra Civil.

## Premis
Goya (XIV edició)
| Categoria                        | Receptor                                               | Resultat  |
| -------------------------------- | ------------------------------------------------------ | --------- |
| Millor pel·lícula                | José Luis Cuerda                                       | Nominat   |
| Millor director                  | José Luis Cuerda                                       | Nominat   |
| Millor actor protagonista        | Fernando Fernán Gómez                                  | Nominat   |
| Millor actor revelació           | Manuel Lozano                                          | Nominat   |
| Millor guió adaptat              | Rafael Azcona, José Luis Cuerda i Manuel Rivas         | Guanyador |
| Millor música original           | Alejandro Amenábar                                     | Nominat   |
| Millor fotografia                | Javier G. Salmones                                     | Nominat   |
| Millor muntatge                  | Nacho Ruiz Capillas                                    | Nominat   |
| Millor direcció artística        | Josep Rosell                                           | Nominat   |
| Millor direcció de producció     | Emiliano Otegui Piedra                                 | Nominat   |
| Millor disseny de vestuari       | Sonia Grande                                           | Nominat   |
| Millor maquillatge i perruqueria | Ana López Puigcerver i Teresa Rabal                    | Nominat   |
| Millor so                        | Daniel Goldstein, Ricardo Steinberg i Patrick Ghislain | Nominat   |

Medalles del Cercle d'Escriptors Cinematogràfics
| Categoria           | Persona       | Resultat  |
| ------------------- | ------------- | --------- |
| Millor guió adaptat | Rafael Azcona | Guanyador |